# Doing
『doing』（ドゥーイング）は、工藤静香の11枚目のスタジオ・アルバム。1996年5月17日発売。発売元はポニーキャニオン。

## 解説
- この時期、映画撮影などで歌手活動に専念できなかったイメージがあり、doing＝「動」という意味も込められている。
- 歌詞カードでは、デビュー当時の麻丘めぐみなどに代表される、いわゆる「乙姫カット」をした珍しいショットが見られる。
- 自身が主演し、音楽も担当した映画『爆走! ムーンエンジェル -北へ』の主題歌・挿入歌が収録された。
- 1曲目の「loving」は、米菓『亀田の柿の種』のCMに使われた。
- オリコンアルバムランキングでは、初めてベスト10入りを逃した。
- 本作からCDのみの発売だが、台湾ではポニーキャニオンの現地法人：波麗佳音よりカセットテープ盤が発売されている。

## 収録曲
| 全作詞: 愛絵理。 |                     |           |                            |          |      |
| #                | タイトル            | 作詞      | 作曲                       | 編曲     | 時間 |
| 1.               | 「loving」          | 愛絵理    | 中崎英也                   | 中崎英也 | 5:10 |
| 2.               | 「ルナ -月の女神-」 | 愛絵理    | 鈴木キサブロー             | 澤近泰輔 | 4:47 |
| 3.               | 「メロディ」        | 愛絵理    | 中崎英也                   | 中崎英也 | 5:30 |
| 4.               | 「7」               | 愛絵理    | 松本俊明                   | 松浦晃久 | 5:47 |
| 5.               | 「Girl」            | 愛絵理    | 松本俊明                   | 末原康志 | 5:23 |
| 6.               | 「風になりたい」    | 愛絵理    | 松本俊明                   | 門倉聡   | 6:09 |
| 7.               | 「セピアの口づけ」  | 愛絵理    | 谷本新                     | 末原康志 | 5:04 |
| 8.               | 「紫陽花」          | 愛絵理    | 都志見隆                   | 澤近泰輔 | 5:58 |
| 9.               | 「蝶」              | 愛絵理    | 藤井尚之・愛絵理・松浦晃久 | 松浦晃久 | 5:11 |
| 10.              | 「翼を広げて」      | 愛絵理    | 松本俊明                   | 松浦晃久 | 6:25 |
| 合計時間:        | 合計時間:           | 合計時間: | 合計時間:                  | 55:24    |      |

### 楽曲解説
1. loving
  - CM『亀田製菓・柿の種』挿入歌
2. ルナ -月の女神-
  - 映画『爆走! ムーンエンジェル -北へ』主題歌
  - 後にシングル「優」のカップリング曲としてリカット
3. メロディ
  - シングル「蝶」カップリング曲
4. 7
5. Girl
  - 映画『爆走! ムーンエンジェル -北へ』挿入歌
6. 風になりたい
  - 映画『爆走! ムーンエンジェル -北へ』挿入歌
7. セピアの口づけ
8. 紫陽花
9. 蝶
10. 翼を広げて
  - 映画『爆走! ムーンエンジェル -北へ』挿入歌